# Magnus Kulset
Magnus Marthinsen Kulset (født 18. august 2000 i Oslo) er en cykelrytter fra Norge, der er på kontrakt hos Uno-X Mobility.